# Épreuves des Jeux olympiques antiques
Les épreuves des Jeux olympiques ont varié au cours du temps. En 776 av. J.-C., il n'y avait qu'une seule épreuve, la course du Stade. La liste des épreuves a été fixée progressivement entre 776 et 680 av. J.-C.
En 632 av. J.-C., on crée une catégorie « enfants » pour les enfants dont l'âge est compris entre 12 et 18 ans.
C'est le sophiste Hippias qui a dressé la chronologie des Jeux et a donné les listes des vainqueurs jusqu'à son époque, c'est-à-dire le Ve siècle av. J.-C.
Les auteurs antiques affirmaient que les épreuves avaient été créées les unes après les autres et leur liste n'avait été établie définitivement qu'au VIe siècle av. J.-C.
| Liste des épreuves |                        |                                             |                               |
| Édition des Jeux   | Année                  | Épreuves                                    | Programme                     |
| 1re                | 776 av. J.-C.          | Stade (longueur : 192,25 m)                 | Un jour : Sacrifice et course |
| 14e                | 724 av. J.-C.          | Diaulos (double stade)                      | -                             |
| 15e                | 720 av. J.-C.          | Dolichos (course de fond)                   | -                             |
| 18e                | 708 av. J.-C.          | Pentathlon (cinq épreuves avec la lutte)    | -                             |
| 23e                | 688 av. J.-C.          | Boxe                                        | -                             |
| 25e                | 680 av. J.-C.          | Tethrippon (char à quatre chevaux)          | -                             |
| 33e                | 648 av. J.-C.          | Pancrace, Kelès (course avec jockey)        | -                             |
| 37e                | 632 av. J.-C.          | Stade et lutte (dont enfants)               | -                             |
| 38e                | 628 av. J.-C.          | Pentathlon (pour enfants mais supprimé)     | -                             |
| 41e                | 616 av. J.-C.          | Boxe (pour enfants)                         | -                             |
| 65e                | 520 av. J.-C.          | Course en armes (double stade)              | -                             |
| 70e                | 500 av. J.-C.          | Apéné (course de mules)                     | -                             |
| 71e                | 496 av. J.-C.          | Kalpé (trot)                                | -                             |
| 77e                | 472 av. J.-C.          | -                                           | Programme en deux jours       |
| 78e                | 468 av. J.-C.          | -                                           | Programme en cinq jours       |
| 84e                | 444 av. J.-C.          | Courses Apéné et kalpé supprimées           | -                             |
| 93e                | 408 av. J.-C.          | Synoris, course de biges (deux chevaux)     | -                             |
| 96e                | 396 av. J.-C.          | Épreuves pour les hérauts et les trompettes | -                             |
| 99e                | 384 av. J.-C.          | Quadrige de poulains                        | -                             |
| 128e               | 268 av. J.-C.          | Bige de poulains                            | -                             |
| 131e               | 256 av. J.-C.          | Poulain monté                               | -                             |
| 145e               | 200 av. J.-C.          | Pancrace des enfants                        | -                             |
| -                  | Ier siècle ap. J.-C. ? | -                                           | Programme en six jours        |

La course du Stade, première épreuve créée, était la plus prestigieuse. Son vainqueur donnait son nom à l'olympiade.
Le pentathlon comprenait cinq épreuves : lancer du disque, lancer du javelot, saut en longueur, course et lutte.
Les courses comprenaient des courses de sprint, sur un ou deux stades, et des courses de fond (dolichos) dont les distances variaient entre 7 et 24 stades.